# Бюрокрацията
„Бюрокрацията“ (на английски: Bureaucracy) е книга на австрийския икономист и философ Лудвиг фон Мизес, издадена през 1944 година.
Тя излага тезата на автора, че отрицателните страни на бюрокрацията не са следствие на лошо управление или корупция, а са заложени в самата ѝ природа. Основната част от книгата е посветена на сравнителен анализ на организацията в частните предприятия от една страна и държавната бюрокрация от друга.
„Бюрокрацията“ е издадена на български през 2011 година в превод на Майя Маркова.